# Alain de Lille
Alain de Lille (även Alanus ab Insulis och Alain de l'Isle), född omkring 1128 troligen i Lille, död 1202 i Cîteaux, var en fransk filosof och teolog, vilken för sin omfattande lärdom blivit benämnd magister universalis. 
Mycket litet är känt om hans liv. Han deltog vid Tredje Laterankonciliet 1179, undervisade troligen i Paris, och slog sig sedan ned i Citeaux där han levde i kloster, och där han avled 1202. 
Alain författade bland annat ett slags teologisk-filosofisk encyklopedi på hexameter, Anticlaudianus, vilken märkbart inverkat på Dante Alighieri, samt flera teologiskt vetenskapliga verk, såsom De arte catholicæ fidei (Ars fidei catholicae), en metodisk bevisföring för det katolska trossystemets sanning, Summa quadripartita adversus hujus temporis hæreticos, mot katarer, valdenser, judar och muslimer, samt Regulæ coelestis iuris, vilken ger det äldsta kända uttrycket åt den satsen, att Gud är en krets, vars centrum finns överallt och periferi ingenstädes. Hans skrifter finns utgivna i Jacques Paul Mignes "Patrologia series latina".
I filosofiskt hänseende var han en eklektiker, med drag av såväl rationalism som mysticism. Till skillnad från hans samtida, kallade han Platon "filosofen" och inte Aristoteles, som han uppfattade som en ren logiker. I sin mysticism var han påverkad av Plotinos och Pythagoras läror. En känd dikt som reflekterar över skapelsen och människan är Omnis mundi creatura.